# Seltier
Seltier, auch Serpelier, war ein niederländisches Gewichtsmaß. Das Maß galt als Wollgewicht in Antwerpen, Brüssel und noch an verschiedenen anderen Orten.
- 1 Seltier = 3 Sack = 6 Chariots = 330 Nail = 464,06 Gramm